# Saki Ogawa
Pour les articles homonymes, voir Ogawa.
Saki Ogawa (小川紗季, Ogawa Saki, née le 18 novembre 1996) est une chanteuse et idole japonaise du Hello! Project, membre du groupe de J-pop S/mileage.

## Biographie
Elle débute en 2004, sélectionnée avec le Hello Pro Egg, et forme S/mileage en mai 2009 avec trois ex-membres de Shugo Chara Egg!. Elle rejoint en parallèle le groupe temporaire ZYX-α en août suivant. En 2010, elle est aussi choisie pour participer régulièrement à l'émission pour enfant Oha Suta (Oha Star) en tant que Oha Girl, participant au groupe Oha Girl Maple formé pour l'émission, en parallèle à S/mileage.
En mars 2010, elle est "graduée" du Hello! Pro Egg avec les membres de S/mileage, quittant son statut de débutante "egg" pour devenir membre active du Hello! Project.
Cependant, elle annonce l'année suivante son départ du groupe et l'arrêt de ses activités artistiques pour se consacrer à ses études, sa graduation définitive du H!P étant annoncée pour le 27 août 2011. Elle est remplacée dans Oha Suta et Oha Girl Maple par Erina Ikuta de Morning Musume, tandis que cinq nouvelles membres sont sélectionnées au sein de S/mileage pour compenser son départ.

## Groupes

### Au sein du Hello! Project
- Hello! Pro Egg (2004–2010)
- S/mileage (2009–2011)
- ZYX-α (2009–2011)

### Autres
- Oha Girl Maple (2010–2011)

## Discographie

### Avec les S/millleage
singles
- 7 juin 2009 : Amanojaku
- 23 septembre 2009 : Asu wa Date na no ni, Ima Sugu Koe ga Kikitai
- 23 novembre 2009 : Suki Chan
- 14 mars 2010 : Otona ni Narutte Muzukashii!!!
- 26 mai 2010 : Yume Miru Fifteen
- 28 juillet 2010 : Gambara Nakute mo ee Nende!!
- 29 septembre 2010 : Onaji Jikyū de Hataraku Tomodachi no Bijin Mama
- 9 février 2011 : Short Cut
- 27 avril 2011 : Koi ni Booing Boo!
- 6 juillet 2011 : Uchōten Love

albums
- 8 décembre 2010 : Warugaki 1

## Autres participations
- 29 juin 2007 : Mottainai Baasan Ondo (avec Asuna Okai)
- 24 novembre 2010 : My School March (avec Oha Girl Maple)

## Divers
Programmes TV
- 2 septembre 2007 : Chao.TV (ちゃお.TV)
- 2010–2011 : Oha Star (Oha Girl)

Comédies musicales et théâtres
- décembre 2005 : 34 Choume no Kiseki (34丁目の奇跡)

## Liens
- (ja) Ancien blog officiel de Saki Ogawa dans le cadre de S/mileage